# B.J. Penn

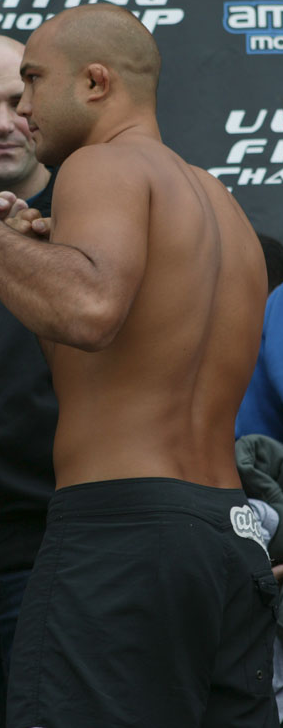
B.J. Penn 2006

B.J. Penn (* 13. Dezember 1978; als Jay Dee Penn) ist ein US-amerikanischer Mixed-Martial-Arts- und Brazilian-Jiu-Jitsu-Kämpfer. Er war Welterweight-Champion und Lightweight-Champion der Ultimate Fighting Championship sowie Sieger der Weltmeisterschaften der International Brazilian Jiu-Jitsu Federation. Seine MMA-Kampfbilanz beträgt aktuell sechzehn Siege, zehn Niederlagen und zwei Unentschieden (Stand Juni 2016).

## Kampfsportkarriere

### Brazilian Jiu-Jitsu und Anfänge im MMA
Penn wurde auf Hawaii geboren und wuchs in Hilo auf. Er begann als Jugendlicher mit Brazilian Jiu-Jitsu, trainierte unter Ralph Gracie aus der Gründerfamilie des BJJ und konnte im Jahr 2000 an der Weltmeisterschaft der International Brazilian Jiu-Jitsu Federation als erster Nichtbrasilianer eine Goldmedaille in der Schwarzgurt-Kategorie erringen. Darauf begann er mit MMA und hatte am 4. Mai 2001 an der Ultimate Fighting Championship 31 sein Debüt. Nach drei siegreichen Kämpfen, unter anderem gegen Caol Uno, trat er im Januar 2002 an der UFC 35 gegen den Lightweight-Champion Jens Pulver um dessen Titel an und verlor nach Punkten. Nach zwei Siegen kämpfte er im Februar 2003 gegen Caol Uno um den mittlerweile freigewordenen Lightweight-Titel. Der Titel konnte aber nicht vergeben werden, da der Kampf unentschieden endete. Darauf bestritt Penn für den von seinem Bruder geleiten MMA-Kampfveranstalter Rumble on the Rock einen siegreichen Kampf gegen Takanori Gomi.

### UFC Welterweight Champion und K-1
Zurück in der UFC trat B.J. Penn am 31. Januar 2004 an der UFC 46 in einem weiteren Titelkampf an, diesmal gegen Matt Hughes um den UFC Welterweight Champion. Penn konnte Hughes in der ersten Runde zur Aufgabe zwingen, doch weil er nach dem Kampf die UFC verließ um in Japan K-1-Kämpfe zu bestreiten, verlor er den Titel kampflos. In Japan gewann er zweimal und verlor einen Kampf gegen Lyoto Machida, dazwischen absolvierte er einen weiteren Kampf bei Rumble on the Rocks.

### UFC-Welterweight-Titelkampf, The Ultimate Fighter
2006 kehrte B.J. Penn wieder in die UFC zurück. Am 4. März wurde er dort in einem Kampf gegen Georges St. Pierre nach Punkten besiegt. Die Ringrichter stimmten 2:1 für St. Pierre. Weil sich St. Pierre danach im Training verletzte, durfte dennoch Penn am 23. September an der UFC 63 gegen Matt Hughes um den Welterweight-Titel antreten, und verlor durch TKO in der dritten Runde. 2007 war Penn als Coach in der Reality-TV-Serie The Ultimate Fighter tätig, wo er das Gegnerteam von Jens Pulver betreute. Im finalen Event der Staffel, am 23. Juni, besiegte er Pulver in einem Lightweight-Kampf über zwei Runden.

### UFC Lightweight Championship
Nachdem der UFC-Lightweight-Champion Sean Sherk wegen der Einnahme von Steroiden seinen Titel verloren hatte, traten Penn und Joe Stevenson an der UFC 80 am 19. Januar 2008 in einem Titelkampf gegeneinander an. Stevenson musste in der zweiten Runde aufgeben und Penn wurde neuer Lightweight-Champion. Diesen Titel konnte er in seinem nächsten Kampf gegen Sherk verteidigen. Darauf startete Penn einen erneuten Versuch, den Welterweight-Titel zurückzuerlangen, unterlag aber Georges St. Pierre am 31. Januar 2008 durch TKO. Erfolgreicher war die Verteidigung des Lightweight-Titels, wo er sich gegen Kenny Florian und Diego Sanchez durchsetzen konnte. Doch am 10. April 2010 an der UFC 112 wurde B.J. Penn von Frankie Edgar besiegt und verlor seinen Titel. Der Rückkampf am 28. August ging ebenfalls zu Gunsten Edgars aus.

### Weitere UFC-Karriere
Am 21. November 2010 an der UFC 123 traf B.J. Penn zum dritten Mal auf Matt Hughes. Penn schlug ihn in der ersten Runde nach 21 Sekunden KO und wurde mit dem Bonus für den Knockout of the Night bedacht. Sein Kampf, der UFC 127 am 27. Februar 2011 gegen Jon Fitch stattfand, endete mit einem Unentschieden. Am 29. Oktober 2011 unterlag er in einem hart umkämpften Kampf Nick Diaz klar nach Punkten. Er war Nick Diaz eindeutig unterlegen und verkündete schwer gezeichnet nach dem Kampf seinen Rücktritt, da er sich in Zukunft mehr um seine Familie kümmern will. Am 8. Dezember 2012 wagte er ein Comeback gegen den Kanadier Rory MacDonald, verlor aber auch diesen Kampf deutlich nach Punkten. Am 6. Juli 2014 trat er zum dritten Mal gegen Frankie Edgar an und verlor abermals, dieses Mal sogar vorzeitig durch TKO in der dritten Runde.